# Estació de metro de Sant Isidre
Per a l'estació de rodalies, vegeu Estació de València-Sant Isidre.
L'Estació de metro de Sant Isidre és una de les estacions de la xarxa de Metrovalència. Es troba al barri de Sant Isidre de València, just al costat de l'estació de RENFE de València-Sant Isidre. Es va construir en 1987 al carrer de Campos Crespo.
L'edifici té connexió directa amb l'estació d'Adif València-Sant Isidre, havent servit com a capçalera de les línies C-3 i C-4 de Rodalia entre els anys 2008 i 2015 a causa del tall per les obres causades per la construcció de la línia d'alta velocitat. El 2017 es va reformar el pas soterrani.
| Procedència/Destinació | <            | Línia | >            | Procedència/Destinació |
| ---------------------- | ------------ | ----- | ------------ | ---------------------- |
| Bétera                 | Safranar     |       | València Sud | Castelló               |
| Llíria                 | Safranar     | ...   | València Sud | Torrent Avinguda       |
| Torrent Avinguda       | València Sud | ...   | Safranar     | Marítim                |